# 波羅斯基亞鄉

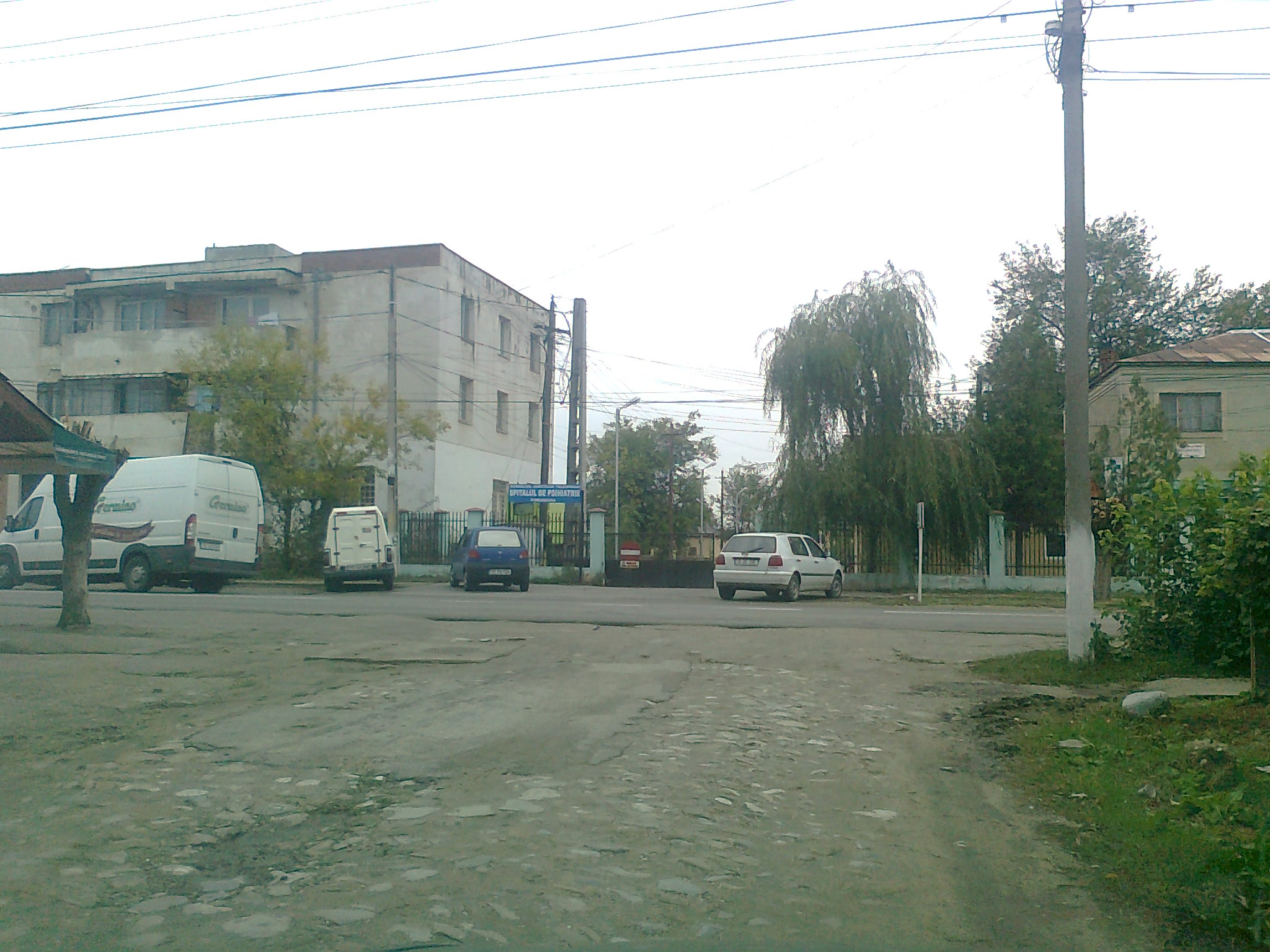

43°56′N 25°22′E / 43.933°N 25.367°E
波羅斯基亞鄉（羅馬尼亞語：Comuna Poroschia, Teleorman），是羅馬尼亞的鄉份，位於該國南部，由特列奧爾曼縣負責管轄，處於布加勒斯特西南面80公里，每年平均降雨量955毫米，海拔高度40米，2007年人口4,638。